# Trattato di Prenzlau
Con il Trattato di Prenzlau o Pace di Prenzlau (in lingua tedesca Vertrag von Prenzlau, Frieden von Prenzlau, Vergleich von Prenzlau) ci si può riferire a diversi trattati durante una serie di guerre tra il Margraviato di Brandeburgo e il Ducato di Pomerania combattute per il controllo della regione di Stettino, dell'Uckermark e della Pomerania nel corso del XV secolo.
Il Primo Trattato di Prenzlau pose fine a una guerra durata dal 1445 al 1448, mentre il Secondo Trattato di Prenzlau pose fine a una guerra durata dal 1466 al 1468. In documenti più antichi, Prenzlau veniva riportata come Prenzlow, in quanto questa versione era di uso comune nell'epoca in cui i trattati vennero stipulati, e cambierà nome solo durante il XIX Secolo. Prenzlau è situata al centro dell'Uckermark.